# 黒転白
黒転白（ヘイ・ジャン・パイ）は中国語スラング。在留資格のない状態で日本にいる中国人が、合法的にビザを与えられることを指す。黒（違法状態）を白（合法）に変える、という意味。
出入国管理及び難民認定法50条1項4号の、不法滞在外国人に人道的な観点からビザを与える在留特別許可制度を利用。しかし、出入国在留管理庁の縦割り行政の盲点を突いて、日本人との偽装結婚による制度悪用が多いとされる。